# Маєргефен
Маєргефен (нім. Maierhöfen) — громада в Німеччині, знаходиться в землі Баварія. Підпорядковується адміністративному округу Швабія. Входить до складу району Ліндау. Складова частина об'єднання громад Ретенбах.
Площа — 17,50 км2. Населення становить 1583 ос. (станом на 31 грудня 2020).